# Moskvič 412
La Moskvič 412 (in russo Москвич-412) è una berlina sovietica (successivamente russa) di fascia medio-bassa prodotta dalla fabbrica automobilistica MZMA/AZLK dal 1967 al 1976 e dalla IZH dal 1967 al 1997. Rappresenta la principale evoluzione della Moskvič 408 ed è una delle Moskvič più conosciute in Europa.

## Il contesto
La carrozzeria restava per la maggior parte invariata rispetto alla 408 e vide l'introduzione di una nuova mascherina anteriore con fari rettangolari (prodotti nella DDR, gli stessi impiegati sulla Wartburg 353) e di nuovi gruppi ottici posteriori rettangolari con indicatori di direzione triangolari. Le Moskvič 412 prodotte dalla IZH, però, mantennero la mascherina anteriore a due fari tondi delle 408.
Ma la novità più importante della Moskvič 412 è l'adozione del nuovo motore UZAM-412 monoalbero in testa da 1478 cc e 75 CV di potenza, completamente in lega e abbinato a un cambio manuale a 4 marce. Tale motore assicura alla vettura una velocità massima di 140 Km/h.

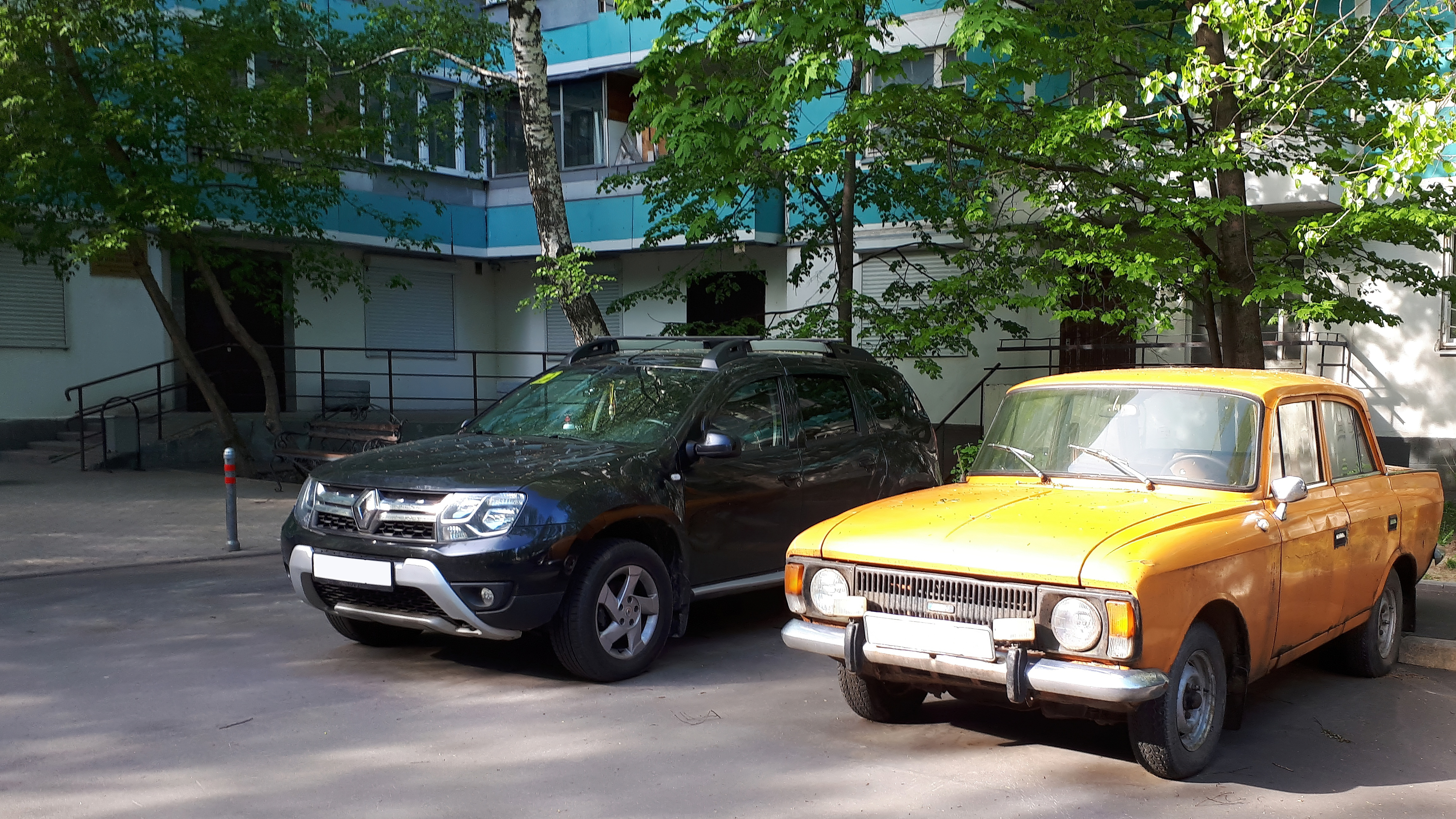
IZh-412-028

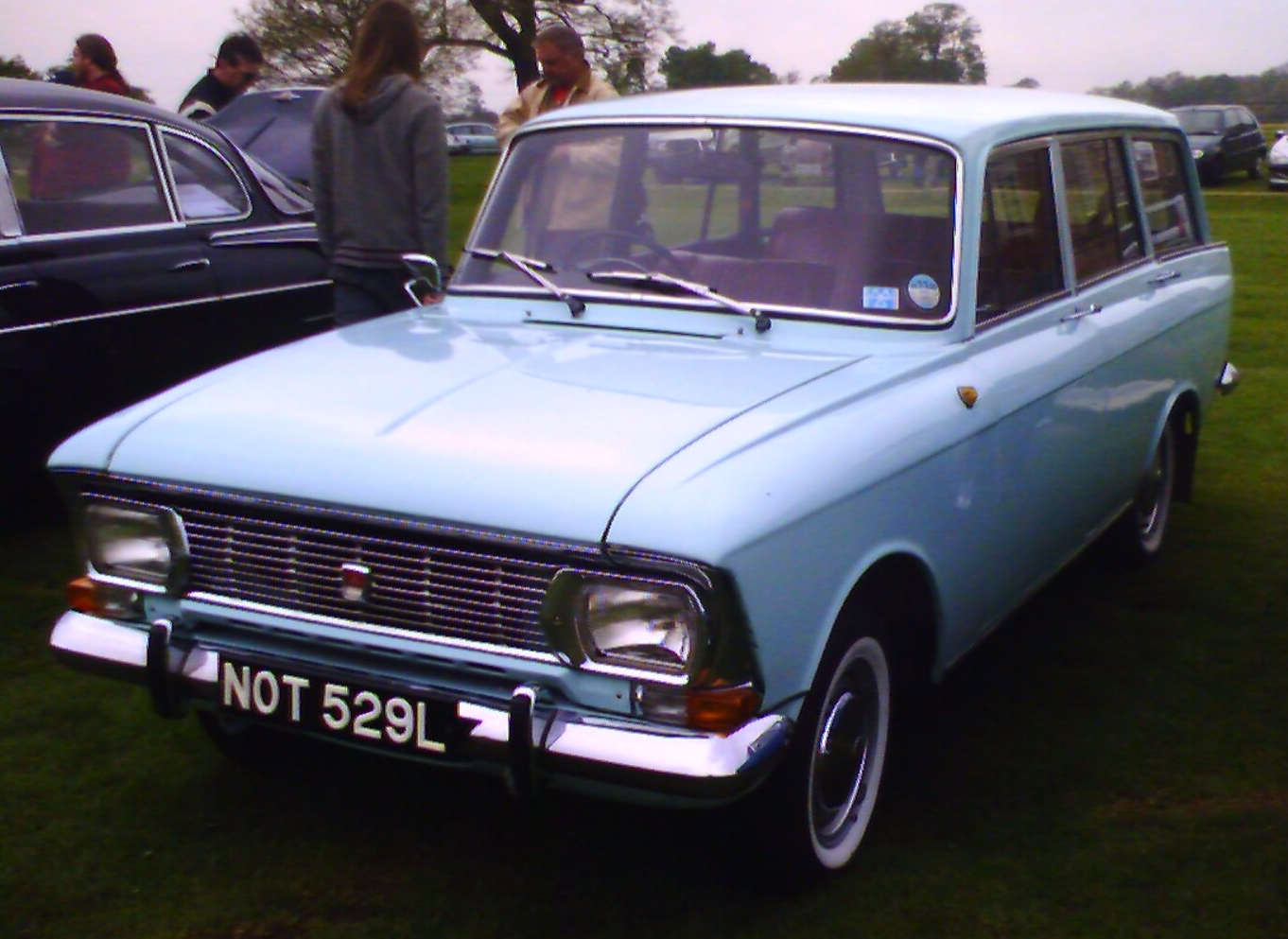
Una Moskvič 427

A partire dal 1969, il corpo vettura della 412 venne uniformato a quello della 408; la Moskvič 412 e la neonata 408IE divennero quindi praticamente identiche, tranne che per il gruppo motore-cambio. 
Nello stesso anno vennero introdotte anche le Moskvič 427 e Moskvič 434, ossia le corrispondenti versioni familiare e commerciale.
Inoltre cominciarono le esportazioni in tutto il blocco sovietico e in molti paesi europei, prime come sempre la Finlandia (dove era denominata Moskvitsh Elite 1500 M) e la Norvegia, ma anche in Francia, Regno Unito e, dai primi anni '70, anche in Italia, ad opera della S.I.A.S. (Società Italiana Autoveicoli Sovietici) di Roma. Come le precedenti 407/403 e 408, anche la 412 venne assemblata in Belgio dalla Scaldia-Volga di Bruxelles, con la denominazione Scaldia 412 LS e dotata, a richiesta anche di motore diesel Perkins. La 412 ottenne inizialmente un buon successo anche in Europa occidentale, ma dopo l'arrivo, nel 1971, della Lada 1200 (VAZ 2101 Zhiguli) le vendite, complice il progetto più superato, diminuirono considerevolmente.
La Moskvič 412 è stata la prima vettura della casa a passare con successo i test di sicurezza.